# Rockstar (singel Lisy)
Rockstar – singel tajskiej raperki i piosenkarki Lisy, który został wydany przez Lloud i RCA Records 27 czerwca 2024 r. jako główny singiel z jej debiutanckiego albumu studyjnego Alter Ego. Hip-hopowy utwór z hyperpopowymi rytmami został napisany przez Lisę, Brittany Amaradio, Jamesa Essiena, Lucy Healey, Ryana Teddera i Sama Homaee, a produkcją zajęli się dwaj ostatni. Był to pierwszy solowy singiel Lisy od trzech lat i jej pierwsze wydawnictwo od czasu odejścia z YG Entertainment i Interscope Records jako artystki solowej w 2023 r.
Krytycy muzyczni pozytywnie ocenili „Rockstar” jako najlepszy solowy materiał Lisy, chociaż jej teksty spotkały się z pewną krytyką. Piosenka odniosła sukces komercyjny i osiągnęła czwarte miejsce na liście Billboard Global 200 i pierwsze miejsce na liście Global Excl. U.S., stając się trzecim hitem Lisy w pierwszej dziesiątce na obu listach przebojów i jej pierwszym hitem numer jeden na tej drugiej. Znalazł się na szczycie list przebojów w Hongkongu i Malezji oraz dotarł do pierwszej dziesiątki w Indonezji, MENA, Filipinach, Arabii Saudyjskiej, Singapurze i na Tajwanie. W Stanach Zjednoczonych piosenka stała się trzecim i najwyżej notowanym wpisem Lisy na liście Billboard Hot 100 na 70. miejscu.
Do singla powstał teledysk wyreżyserowany przez Henry’ego Schofielda, który został wydany na kanale Lloud w serwisie YouTube równocześnie z wydaniem singla. Teledysk w stylu cyberpunkowym oddaje hołd kulturze tajskiej i przedstawia różne miejsca w Bangkoku, w tym Yaowarat Road, co spowodowało wzrost aktywności turystycznej w regionie. Aby promować singiel, Lisa wystąpiła na MTV Video Music Awards, Global Citizen Festival i Victoria's Secret Fashion Show. „Rockstar” otrzymało cztery nominacje na poprzedniej ceremonii wręczenia nagród i wygrała w kategorii Best K-Pop, stając się pierwszą solową artystką, która zdobyła tę nagrodę dwukrotnie.

## Tło i wydanie
Lisa odeszła ze swojej wytwórni YG Entertainment na rzecz działalności solowej w grudniu 2023 r., a następnie w lutym 2024 r. założyła własną firmę zarządzającą artystami o nazwie Lloud. Dwa miesiące później podpisała kontrakt z RCA Records, która zgodziła się współpracować z Lloud w celu wydania solowej muzyki. 6 czerwca 2024 r. Lisa po raz pierwszy zapowiedziała nową solową muzykę, publikując minimalistyczną grafikę na swojej historii na Instagramie z napisem „Wkrótce: LISA” z linkami do wcześniejszego zapisania dla Spotify i Apple Music. Jej oficjalna strona internetowa również wyświetliła teaser, podobnie jak jej strona zarządzania Lloud. Lisa otworzyła również nowe konto TikToku i opublikowała wideo, na którym tańczy w połączeniu z „chropowatym syntezatorowym beatem” zatytułowanym „Wkrótce”. Tydzień później Lisa opublikowała drugi film TikTok, na którym pozuje do zdjęć na plaży w białej koszulce dla niemowląt i czarnej mini spódniczce, podczas gdy nad nim leciał instrumentalny utwór zatytułowany „Teaser”. 18 czerwca Lloud oficjalnie ogłosił tytuł piosenki „Rockstar” i datę jej wydania 27 czerwca o godzinie 20:00 czasu wschodniego. Piosenka ta była pierwszym wydawnictwem Lisy wydanym pod szyldem Lloud i RCA Records od czasu jej odejścia z YG Entertainment i poprzedza jej nadchodzący debiutancki album studyjny.

## Kompozycja i tekst
„Rockstar” zostało wyprodukowany przez Ryana Teddera i Sama Homaee, a napisany przez Lisę, Brittany Amaradio, Jamesa Essiena, Lucy Healey, Ryana Teddera i Sama Homaee. W wywiadzie dla Rolling Stone Lisa stwierdziła, że jako jej pierwsza piosenka od kilku lat „chciała znaleźć świetne brzmienie, stworzyć wizualizacje lub choreografię, które byłyby kultowe” i szukała „chwytliwego rytmu, czegoś, co byłoby łatwe do zapamiętania dla ludzi, co identyfikowałoby ją jako piosenkę Lisy”. Opisano go jako utwór hiphopowy charakteryzujący się „hiperpopowymi bitami” i „psychodelią cyberpunkową”. Zauważono również, że „przypomina wczesny j-hip-hop z lat 2000. z połączeniem współczesnego R&B/hip-hopu w trakcie pomostu”. W piosence wykorzystano fragment utworu „New Person, Same Old Mistakes” zespołu Tame Impala.
Tekst piosenki pokazuje, jak Lisa chełpliwie potwierdza swoją moc jako gwiazdy rocka, którą dla magazynu Rolling Stone zdefiniowała jako „znaną na całym świecie osobę o unikalnym stylu, kogoś, kto jest pewny siebie i gotowy pokazać to światu”. W refrenie piosenki, tłumacząc, Lisa rapuje: „Złote zęby siedzące na desce rozdzielczej, ona jest gwiazdą rocka / Spraw, aby twój ulubiony piosenkarz chciał rapować, skarbie, la, la / 'Lisa, możesz mnie nauczyć japońskiego?' Powiedziałam: 'Hai hai' / To moje życie, życie, skarbie, jestem gwiazdą rocka”, co potwierdza jej nowo odkrytą estetykę gwiazdy rocka, a także jej debiutancki singiel z 2021 roku Lalisa, nawiązując do jej pełnego imienia. Wers o tym, że poproszono ją o mówienie po japońsku, pokazuje również jej umiejętności poliglotyczne, aby naśladować osoby, które nie potrafią mówić wieloma językami. Krytycy zinterpretowali tę kwestię jako ostrą krytykę „typowej anglofilskiej perspektywy”, która postrzega całą Azję jako „rasowy monolit” i odmawia uznania jakiejkolwiek części poza Azją Wschodnią. Lisa zawarła kilka bezpośrednich hołdów dla swojego rodzinnego kraju Tajlandii, w tym wzmiankę o BKK, skrócie lotniska Suvarnabhumi w Bangkoku. Później śpiewa kwestię „They call me catch and kill”, najwyraźniej nawiązując do piosenki jej zespołu Blackpink „Kill This Love”. Składa również hołd wielkiej modzie, rapując „Tight dress, LV sent it / Oh shit, Lisa reppin'” jako okrzyk dla domu mody Louis Vuitton. W marcu pojawiła się na pokazie marki jesień/zima 2024 w Paryżu, a później w lipcu ujawniono, że jest ich najnowszą ambasadorką.

## Wyróżnienia
| Ceremonia                | Rok  | Kategoria                                 | Rezultat   | Źr.    |
| ------------------------ | ---- | ----------------------------------------- | ---------- | ------ |
| Asian Pop Music Awards   | 2024 | 20 najlepszych piosenek roku (za granicą) | Wygrana    | [ 23 ] |
| Asian Pop Music Awards   | 2024 | Nagroda Publiczności (za granica)         | 2. miejsce | [ 23 ] |
| Asian Pop Music Awards   | 2024 | Najlepszy producent (za granicą)          | Nominacja  | [ 24 ] |
| Asian Pop Music Awards   | 2024 | Piosenka roku (za granicą)                | Nominacja  | [ 24 ] |
| Clio Awards              | 2025 | Marketing muzyczny – teledyski            | Brąz       | [ 25 ] |
| iHeartRadio Music Awards | 2025 | Najlepszy teledysk                        | Wkrótce    | [ 26 ] |
| MTV Video Music Awards   | 2024 | Najlepszy K-Pop                           | Wygrana    | [ 27 ] |
| MTV Video Music Awards   | 2024 | Najlepsza dyrekcja artystyczna            | Nominacja  | [ 28 ] |
| MTV Video Music Awards   | 2024 | Najlepsza choreografia                    | Nominacja  | [ 28 ] |
| MTV Video Music Awards   | 2024 | Najlepszy montaż                          | Nominacja  | [ 28 ] |
| Myx Music Awards         | 2024 | Globalny teledysk roku                    | Nominacja  | [ 29 ] |
| UK Music Video Awards    | 2024 | Najlepszy teledysk popowy na świecie      | Nominacja  | [ 30 ] |

## Wydajność komercyjna
„Rockstar” zadebiutował na czwartym miejscu na liście Billboard Global 200 z dnia 13 lipca 2024 r., stając się trzecim hitem Lisy w pierwszej dziesiątce po jej singlach z 2021 r. „Lalisa” i „Money”. Piosenka zadebiutowała również na pierwszym miejscu na liście Billboard Global Excl. US z 94,2 milionami odtworzeń i 44 000 sprzedanymi poza USA w okresie od 28 czerwca do 4 lipca. Była to jej pierwsza piosenka numer jeden na liście i trzeci hit w pierwszej dziesiątce po „Lalisa” i „Money”. Lisa została trzecią członkinią Blackpink z solowym numerem jeden na liście, po „On the Ground” koleżanki z zespołu Rosé i „You & Me” Jennie. Dzięki temu Blackpink stała się jedyną grupą w historii, której trzy członkinie osiągnęły pierwsze miejsca jako soliści. Debiut „Rockstar” na pierwszym miejscu przerwał długą passę zachodnich, anglojęzycznych wykonawców dominujących na liście Global Excl. U.S. Lisa została nie tylko pierwszą tajską artystką, ale także pierwszą artystką nie pochodzącą z kraju, w którym głównie mówi się po angielsku, która znalazła się na szczycie listy w 2024 roku. Dzięki 94,2 milionom odtworzeń, piosenka pobiła również rekord największej liczby tygodniowych odtworzeń przeboju Global Excl. U.S. w 2024 roku autorstwa artysty spoza USA. Piosenka znajdowała się na liście Global 200 przez 11 tygodni, a na liście Global Excl. US przez 15 tygodni, przewyższając „Lalisę” jako jej drugą najdłużej notowaną piosenkę po „Money” na obu listach. W Stanach Zjednoczonych „Rockstar” zadebiutował na 70. miejscu na liście Billboard Hot 100, co oznaczało najwyżej notowaną pozycję Lisy i jej trzecią po „Lalisa” i „Money”. Później, 17 sierpnia 2024 r., piosenka zadebiutowała na 39. miejscu na liście przebojów Billboard Pop Airplay, co dało jej drugi wpis po „Money” i uczyniło Lisę drugą członkinią Blackpink, która znalazła się na liście po „One of the Girls” Jennie. „Rockstar” osiągnął szczyt na 37. miejscu w kolejnym tygodniu, 24 sierpnia.

## Teledysk
Teaser teledysku do „Rockstar” został wydany 26 czerwca, a oficjalny teledysk 28 czerwca, oba na oficjalnym kanale Llouda na YouTube. Teledysk od razu odniósł sukces, przekraczając 10 milionów wyświetleń, a także dwa miliony polubień w ciągu zaledwie sześciu godzin. W ciągu pierwszych 24 godzin od premiery zgromadził 32,4 miliona wyświetleń i 3,4 miliona polubień, przewyższając 13,1 miliona wyświetleń osiągniętych przez „Love Wins All” IU, stając się najczęściej oglądanym teledyskiem solistki K-popu w 2024 roku w ciągu 24 godzin. Debiutował na pierwszym miejscu na Global Weekly Chart YouTube z 80,5 milionami wyświetleń w pierwszym tygodniu i stał się największym pierwszym tygodniem na platformie w roku, przewyższając 60,3 miliona wyświetleń odnotowanych przez „Houdini” Eminema. Filmik został wyświetlony ponad 100 milionów razy w ciągu zaledwie dwóch tygodni od premiery.
Teledysk został wyreżyserowany przez Henry’ego Schofielda, a choreografię przygotował Sean Bankhead. Został nakręcony w Bangkoku jako hołd dla ojczystej Tajlandii Lisy i zawiera odniesienia do tajskiej kultury i autentycznego życia w tym kraju. Według Lisy, „była naprawdę szczęśliwa, że miała okazję kręcić w swoim kraju. Nie lubię pokazywać swojej kultury w sposób wymuszony, lubię, gdy przychodzi mi to naturalnie, jest we krwi, więc jeśli będę miała okazję pokazać ją mojej publiczności, zrobię to”. Teledysk nakręciła w różnych miejscach w Tajlandii, w tym na Yaowarat Road w Chinatown w Bangkoku i w zamkniętym kinie na New Phetchaburi Road. Lisa podobno zapłaciła każdemu właścicielowi sklepu na Yaowarat Road 20 000 ฿ (540 USD) za wcześniejsze zamknięcie, aby umożliwić nakręcenie teledysku. Droga była zamknięta od 2:00 do 5:00 rano przez trzy kolejne dni. W teledysku, prezentującym intensywną choreografię, wystąpiła trupa 100 tajskich tancerzy. W teledysku pojawiły się również tajskie osoby transseksualne, Chinnawat Promsri, Bruze Kachi-sarah i Aëffy, pozujące w strojach wieczorowych.
Estetykę teledysku opisano jako „cyberpunkowy grunge”, a rozświetlone neonami ulice dzielnicy Yaowarat odzwierciedlały futurystyczne wizualizacje, które zwykle kojarzą się z Japonią. Teledysk zaczyna się od Lisy stojącej samotnie na środku jasno oświetlonej ulicy, ubranej w „krzyżowy biustonosz, kolczyki w kształcie gwiazdek i czarne spodnie motocyklowe zestawione z warstwami srebrnych pasków”. Następnie zmienia sceny na pokój z pomarańczowymi ścianami, na tle których stoją dziesiątki tancerzy, teraz ubranych w czarno-biały top halter z luźnymi dżinsami z pokazu mody Dion Lee na jesień 2024 r. Wideo wraca na ulice Bangkoku w refrenie, gdzie Lisa tańczy w spodniach z niskim stanem i czarnym topem bandeau w kształcie gwiazdy, z błyszczącym makijażem oczu i niebieskimi pasmami we włosach. W przejściu i zakończeniu piosenki Lisa debiutuje w nowym futurystycznym wyglądzie Dawei Studio i wykonuje pełną energii choreografię, mając na sobie „gorset ze srebrnej folii i pasujące spodnie spadochronowe” w monochromatycznym białym pokoju.

### Oskarżenie o plagiat
4 lipca Gabriel Moses, reżyser teledysku amerykańskiego rapera Travisa Scotta do „Fein”, udostępnił zrzut ekranu anonimowej wskazówki wysłanej e-mailem na swojej relacji na Instagramie, w której oskarżył Lisę o naśladowanie sceny z „Fein” w jej teledysku do „Rockstar”. Moses skomentował: „Mam miłość dla wszystkich moich kapusiów, człowieku” i „Daję (...) czas do końca miesiąca”, publikując jednocześnie kwestionowany klip. W tej scenie kamera szybko przesuwa się nad ludźmi w białych bluzach z kapturem, podobnie jak w scenie z „Fein”, w której kamera szybko przesuwa się nad dziećmi ubranymi na biało. 6 lipca rozwinął tę myśl na Twitterze i stwierdził, że „Oni [zespół Lisy] skontaktowali się z moim redaktorem, aby nad tym popracować, a „Fein” był odniesieniem. Powiedział, że nie, a oni i tak to zrobili. Miłego dnia”.

## Występy na żywo
11 września Lisa zadebiutowała na żywo wykonując „Rockstar” podczas gali MTV Video Music Awards 2024 w UBS Arena w Elmont w Nowym Jorku, gdzie otrzymała nagrodę Best K-Pop za tę piosenkę. Wykonała piosenkę jako gwiazda wieczoru na Global Citizen Festival, który odbył się 28 września w Central Parku w Nowym Jorku. Wykonała ją również jako support Victoria's Secret Fashion Show 2024 15 października w Brooklyn Navy Yard w Nowym Jorku. W Sylwestra 2024 roku Lisa wykonała „Rockstar” jako gwiazda wieczoru na wydarzeniu Amazing Thailand Countdown 2025 w Iconsiam w Bangkoku.

## Lista utworów
- Digital download oraz streaming

1. „Rockstar” – 2:18
2. „Rockstar” (Extended) – 2:44
3. „Rockstar” (Instrumental) – 2:13
4. „Rockstar” (Sped up) – 1:50
5. „Rockstar” (Slowed down) – 2:40

- CD

1. „Rockstar” – 2:18
2. „Rockstar” (Extended) – 2:44
3. „Rockstar” (Instrumental) – 2:13

## Twórcy
Informacje o autorach zaczerpnięto z notatek na okładce płyty CD.
Nagranie
- Nagrano w Paradise Sound Recording (Los Angeles, Kalifornia) i Legend Music Studio (Phuket, Tajlandia)
- Miksowano w MixStar Studios (Virginia Beach, Wirginia)
- Masterowano w Sterling Sound (Nowy Jork)

Twórcy
|  | - Lisa – wokal, tekst - Ryan Tedder – tekst, producent - Sam Homaee – tekst, producent - Brittany Amaradio – tekst - Lucy Healey – tekst - James Essien – tekst | - Kuk Harrell – producent wokali - Jelli Dorman – inżynier wokalny - Serban Ghenea – miks - Bryce Bordone – miks - Randy Merrill – mastering |